# Lucerne (Wyoming)
Lucerne és una concentració de població designada pel cens dels Estats Units a l'estat de Wyoming. Segons el cens del 2000 tenia 525 habitants.

## Demografia
Segons el cens del 2000, Lucerne tenia 525 habitants, 208 habitatges, i 170 famílies. La densitat de població era de 10,2 habitants/km².
Dels 208 habitatges en un 30,3% hi vivien nens de menys de 18 anys, en un 74,5% hi vivien parelles casades, en un 4,8% dones solteres, i en un 17,8% no eren unitats familiars. En el 15,4% dels habitatges hi vivien persones soles el 6,7% de les quals corresponia a persones de 65 anys o més que vivien soles. El nombre mitjà de persones vivint en cada habitatge era de 2,52 i el nombre mitjà de persones que vivien en cada família era de 2,79.
Per edats la població es repartia de la següent manera: un 23% tenia menys de 18 anys, un 5,3% entre 18 i 24, un 27% entre 25 i 44, un 32,4% de 45 a 60 i un 12,2% 65 anys o més.
L'edat mediana era de 43 anys. Per cada 100 dones de 18 o més anys hi havia 102 homes.
La renda mediana per habitatge era de 49.063 dòlars i la renda mediana per família de 47.813 dòlars. Els homes tenien una renda mediana de 24.464 dòlars mentre que les dones 16.083 dòlars. La renda per capita de la població era de 19.998 dòlars. Entorn del 3,6% de les famílies i el 2,7% de la població estaven per sota del llindar de pobresa.

## Poblacions més properes
El següent diagrama mostra les poblacions més properes.